# Birhan Woldu
Birhan Woldu (* 1981) ist eine äthiopische Agronomin und Krankenpflegerin, die als „das Gesicht des Hungers“ bekannt wurde, nachdem sie beim Live-Aid-Konzert 1985 in einem Video als ein dem Hungertod nahes Kind gezeigt wurde. Zum 20-jährigen Jubiläum von Live Aid trat sie mit Bob Geldof und Madonna auf der Bühne im Hyde Park in London auf. Bereits 2004 war sie in der Neuauflage des Musikvideos Do They Know It’s Christmas? zu sehen. Befürworter der Konzertreihe sahen in ihr den lebenden Beweis für den Erfolg des Hilfsprojekts. Kritiker warfen den Veranstaltern vor, Birhan Woldu für die eigenen Zwecke zu instrumentalisieren.

## Leben

### Erste Lebensjahre
Birhan Woldu wurde im Jahr 1981 in einem Dorf in der Nähe von Mekele, der Hauptstadt von Tigray, geboren. Zwei Jahre später bahnte sich durch eine langanhaltende Dürre eine Hungerkatastrophe an, auf die die sozialistische Militärdiktatur mit Zwangsumsiedlungen in weniger betroffene Regionen reagierte. Diese führten jedoch zu weiteren Problemen. Die Familie gelangte in ein Umsiedlungslager an der sudanesischen Grenze. Die Mutter Alemetsehay Woldu und ihre Tochter Azmara starben an dort grassierenden Krankheiten. Um diesen gesundheitlichen Gefahren und der Perspektivlosigkeit zu entgehen, floh der Vater, Ato Woldu, mit Birhan und ihrer kleinen Schwester Silas mehrere hundert Kilometer zu Fuß zurück nach Mekele. Die Provinzhauptstadt war das Ziel tausender Menschen, die auf Hilfe hofften. Dort erkrankte Birhan schwer.
Bei einem Hilfszentrum irischer Schwestern filmte der kanadische Journalist Brian Stewart (CBC) die dreijährige Birhan, allerdings ohne das Wissen des Vaters. Die Pflegerinnen gingen davon aus, dass sie in den nächsten 15 Minuten sterben würde; Ato Woldu traf bereits Vorbereitungen für ihr Begräbnis. Aus Pietätsgründen brach Brian Stewart die Aufnahmen ab. Das Filmteam kehrte einige Stunden später zurück, um an der Beisetzung teilnehmen zu können. Birhan Woldu war jedoch nach einer Rehydrierung völlig unerwartet wieder zu Kräften gekommen. Dass durch seine Aufnahmen das Mädchen später weltweit zum „Gesicht des Hungers“ (the face of famine) werden würde, ahnte der Journalist damals nicht.

### Ausbildung
Im Jahr 1988 gelang es Brian Stewart nach längerer Suche, Birhan Woldu wiederzufinden. Er traf den Vater und seine siebenjährige Tochter erneut bei einer Hilfsstation, einer Nahrungsmittelausgabe, woraufhin er spontan Voraussetzungen für die Schulbildung schaffte und Hilfe vor Ort organisierte. Im regelmäßigen, freundschaftlichen Kontakt mit der Familie steht der Kanadier seit 1995. Über die britische Wohltätigkeitsorganisation African Children's Educational Trust (A-CET) mit Sitz in Leicester förderte er die Schulbildung von Birhan und ihren Geschwistern über eine monatliche Zuwendung von 80 Pfund. Brian Stewart blieb später mit ihr in Kontakt.
Nachdem sie an der kirchlichen Fach- und Berufsschule in Wikro einen Abschluss in Landwirtschaft abgelegt hatte, erwarb sie 2006 an der Universität ein Diplom in Agronomie. Drei Jahre später schloss sie die Krankenpflegeschule ab. Sie entschied sich für diese beiden Ausbildungen, weil die Tätigkeiten mit zentralen Lebenserfahrungen zu tun haben: der Erzeugung von Nahrungsmitteln und der Pflege kranker Kinder. Mit ihren Kenntnissen unterstützte sie ihren Vater in seinem kleinen landwirtschaftlichen Betrieb. Als Krankenschwester arbeitete sie jedoch lediglich für 10 Monate.

### Leben nach Live Aid
Birhan Woldu heiratete im Jahr 2009, trennte sich jedoch einige Jahre später. Am 28. November 2011 gebar sie ihr erstes Kind, das sie Claire nannte, nach Dame Claire Bertschinger. Die Britin war bereits 1984 für das Rote Kreuz in Äthiopien aktiv und stand mit Birhan Woldu seit Langem in Verbindung. Im Frühjahr 2014 kam Ariam zur Welt, ihre zweite Tochter. Woldu gehört der äthiopisch-orthodoxen Kirche an. Im Jahr 2005 lebte sie in Quiha, einem rund 10 Kilometer östlich von Mekele gelegenen Dorf, mit ihrem Vater, ihrer Stiefmutter und sieben Geschwistern in einer einfachen Behausung, bevor sie mit ihren beiden Töchtern in ein Ein-Zimmer-Haus zog. In ihrem Vorwort zur Oxfam-Studie Band Aids and Beyond: Tackling disasters in Ethiopia 25 years after the famine von 2009 gab sie als Tätigkeiten Leiterin der lokalen Nichtregierungsorganisation Ethiopian Youth Educational Support (EYES) und Botschafterin von A-CET an. Im Jahr 2015 zog sie allerdings eine ernüchternde Bilanz:

“For me, personally, Live Aid has done nothing. I am branded as the symbol of Live Aid due to the image of the 1980s. My stories are well documented and have reached the skies. But I live underground. The state I am in at this moment is miserable. I do not have a job and I cannot support my family on my own.”

„Für mich persönlich hat Live Aid nichts gebracht. Ich bin durch das Image der 1980er Jahre als das Symbol von Live Aid abgestempelt. Meine Geschichten sind gut dokumentiert und haben den Himmel erreicht. Aber ich lebe im Verborgenen. Der Zustand, in dem ich mich im Moment befinde, ist miserabel. Ich habe keine Arbeit und kann meine Familie nicht allein ernähren.“

## Wirkung

### Live Aid 1985

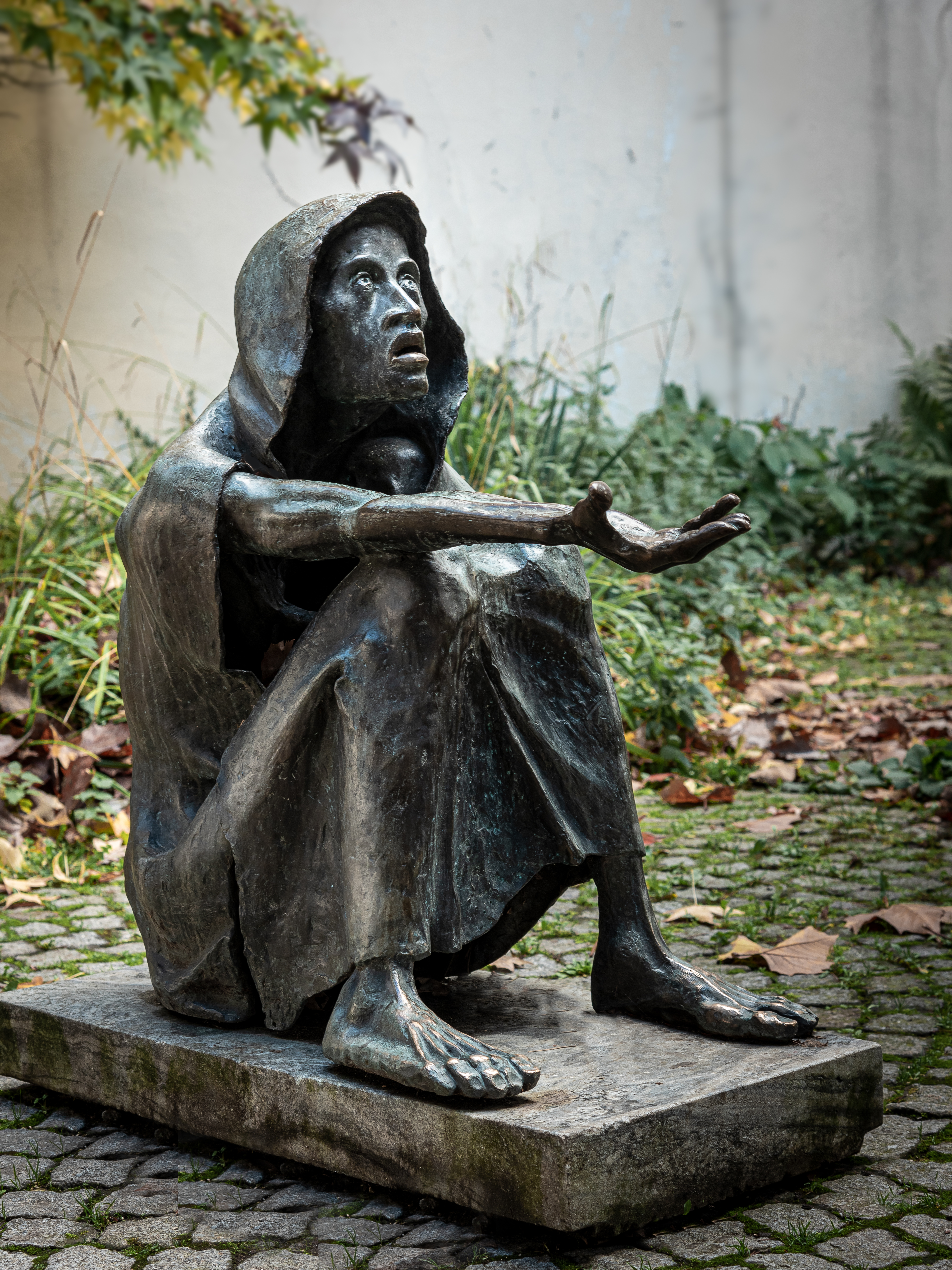
Skulptur Afrika hungert von Kurt Grabert (Aufnahme 2022)

Im Oktober 1984 erschienen im angloamerikanischen Raum mehrere Fernsehreportagen über die große Hungerkatastrophe in Äthiopien, unter anderem von Michael Buerk (BBC) und Brian Stewart (CBC). Die schockierenden Bilder führten Bob Geldof und Midge Ure zur Idee von Band Aid und damit zur Aufnahme der äußerst erfolgreichen Single Do They Know It’s Christmas? Insbesondere das Bild der sterbenden Birhan hat einen tiefen Eindruck auf Geldof hinterlassen. In der Folge organisierte er mit Midge Ure das erste Benefiz-Konzert Live Aid, das am 13. Juli 1985 im Londoner Wembley-Stadion und in Philadelphia stattfand. Während des Konzerts sagte David Bowie ein Video an, das allen Zuschauern die Lage in Äthiopien vor Augen führen sollte. Der Film wurde von dem Song Drive von The Cars musikalisch untermalt und zeigte unter anderem Bilder aus der CBC-Reportage von Brian Stewart, darunter die dem Hungertod nahe Birhan. Unter den Zuschauern war auch Tony Blair, damals ein junger Abgeordneter der Labour-Partei, auf den dieses Bild einen großen Eindruck gemacht hatte. Als er Premierminister war, kam es zu einer Begegnung der beiden in Addis Abeba, über die die Boulevardzeitung The Sun schrieb: Blair tells Live Aid girl – you changed my life.
Im Rückblick wurde das Bild des sterbenden Mädchens als eine Ikone (iconic image) bezeichnet, die die Massen in einem bis dahin ungekannten Ausmaß mobilisierte, für die Hungernden zu spenden. Durch die Konzerte und Plattenverkäufe wurden allein im Jahr 1985 rund 150 Millionen Pfund oder 330 Millionen Dollar an Hilfsgeldern erwirtschaftet. Bis zur Tsunami-Katastrophe von 2004 war das die größte für einen wohltätigen Zweck gesammelte Summe. Das Video hatte auch über die Spendensammlung hinaus einen bedeutenden Einfluss auf die öffentliche Meinung, vor allem in Großbritannien. In Deutschland regten die Aufnahmen den Metallbildhauer Kurt Grabert (1922–1999) zu einer Bronzefigur an. Die Skulptur trägt den Titel Afrika hungert und zeigt eine bettelnde Mutter mit Kind. Sie steht seit 1999 vor dem Westeingang der Göppinger Stadtkirche.

### Live Aid 2005
Im Jahr 2004 erschien Birhan Woldu als Erwachsene im Musikvideo zu Band Aid 20s Version von Do They Know It’s Christmas? Eine Überblendung auf das weltbekannte Bild von 1985 stellte die lächelnde junge Frau in einen Bezug zum Kind von damals. Dem Konzert am 2. Juli 2005 im Londoner Hyde Park folgten 150.000 Zuschauer; etwa 1 Milliarde Menschen sahen Live 8 weltweit. The Sun hat Birhan Woldu von Äthiopien einfliegen lassen, deren Auftritt als „einer der berührendsten Momente“ des Events gilt. Bob Geldof zeigte den Film von 1985 ein weiteres Mal und bat die junge Äthiopierin anschließend auf die Bühne, die sich in ihrer Muttersprache Tigrinya für die Unterstützung der Zuschauer bedankte. Sie blieb für den ersten Teil von Madonnas Auftritt auf der Bühne. Ihre von dem äthiopischen Begleiter Bisrat Mesfin ins Englische übersetzte Äußerung lautete:

“It was Live Aid that helped to save my life – and now I believe together we can save the lives of millions more. We Africans love you very much. It is a great honour to be here at the start of the Live8. Please continue to support the Live8; we love you very much. Thank you.”

„Es war Live Aid, das geholfen hat, mein Leben zu retten – und jetzt glaube ich, dass wir gemeinsam das Leben von Millionen weiteren Menschen retten können. Wir Afrikaner lieben Sie sehr. Es ist eine große Ehre, hier beim Auftakt von Live8 zu sein. Bitte unterstützen Sie weiterhin Live8; wir lieben Sie sehr. Ich danke Ihnen.“

Mit 500.000 Pfund aus den Erlösen der Neuaufnahme von Do They Know It’s Christmas? von 2004 wurden südlich von Mekele mehrere Schulgebäude neu errichtet und ausgestattet.

## Positionen

### „Lebender Beweis“
Die Organisatoren von Live Aid rund um Bob Geldof sahen sich immer wieder der Kritik ausgesetzt, dass Popkonzerte kein wirksames Mittel gegen den Hunger in Afrika seien. Als Birhan Woldu 2005 im Hyde Park auf der Bühne stand, nahm der irische Sänger auf diese Einwände Bezug, als er sagte:

“She had 10 minutes to live 20 years ago. Because of Live Aid 20 years ago, because we did a concert in this city and in Philadelphia, last week she did her agricultural exams in the school she goes to in the northern Ethiopian highlands. She is here. Don’t let them tell you that this doesn’t work. Look at this beautiful woman.”

„Vor 20 Jahren hatte sie nur noch 10 Minuten zu leben. Wegen Live Aid vor 20 Jahren, weil wir ein Konzert in dieser Stadt und in Philadelphia gemacht haben, hat sie letzte Woche ihre landwirtschaftlichen Prüfungen in der Schule, die sie im nördlichen äthiopischen Hochland besucht, abgelegt. Sie ist hier. Lasst euch nicht einreden, dass das nicht funktioniert. Seht euch diese schöne Frau an.“

Der Zusammenhang zwischen Live Aid 1985 und der erfolgreichen Ausbildung der ehemals vom Hungertod bedrohten Frau ist schon aus logischen Erwägungen kaum haltbar. Dass die Dreijährige überlebte, verdankte sie denen, die sich im Oktober 1984 um sie kümmerten: ihrem Vater Ato Woldu, den irischen Schwestern und Brian Stewart, der eine Pflegerin herbeigerufen hatte. Auch dass die Familie Woldu 1988, drei Jahre nach dem Konzert, noch immer auf Lebensmittelhilfe angewiesen war und der kanadische Journalist über viele Jahre das Schulgeld übernommen hatte, konterkariert die Annahme, Live Aid habe Birhan Woldu das Leben gerettet und die Ausbildung ermöglicht.

### Instrumentalisierung
Live Aid 2005 war ein Ereignis der Superlative: An zehn Orten aller G8-Staaten und Südafrika fanden Konzerte statt, meist mit über 30 Künstlern. Die schillernde Welt der Prominenz aus dem Musik- und Showgeschäft stand zwangsläufig im Gegensatz zu den von Armut betroffenen Regionen der Welt, für die die Veranstalter getreu ihrem Motto Make Poverty History eintreten wollten, insbesondere Darfur. Dieser Kontrast kulminierte im Auftritt von Birhan Woldu. Davor war das Video über die Hungersnot von 1985 nochmals gezeigt worden; danach sang Madonna Like A Prayer. Während Woldus kurzer Ansprache wurde auf der Großleinwand das Bild der todkranken Dreijährigen eingeblendet. Der Telegraph erkannte im Konzert schrille Widersprüche und die Chance für Superstars, ihre Karriere zu befördern, hielt es insgesamt jedoch für ein historisches Ereignis. Manche sahen im Auftritt von Birhan Woldu jedoch eine „peinliche Ausbeutung“:

“In many ways, this is a touching story – about a young girl’s amazing survival in the face of death […]. But this story has been exploited and distorted by what Stewart himself terms the ‘media cyclone’ unleashed by the twentieth anniversary of the Ethiopian famine, of Band Aid and Live Aid. […] We are shown old footage that makes us cry so that we can feel better about ourselves today; we are presented with a beacon of hope from Africa and told that all the credit should go to us. This is a grotesque insult to those like Birhan Woldu, who should have lived to tell their own story – not to have it fictionalised into a poster child for Western self-congratulation.”

„In vielerlei Hinsicht ist dies eine berührende Geschichte – über das erstaunliche Überleben eines jungen Mädchens im Angesicht des Todes […]. Aber diese Geschichte wurde ausgenutzt und verzerrt durch das, was Stewart selbst als den „Medien-Zyklon“ bezeichnet, der durch den 20. Jahrestag der äthiopischen Hungersnot, von Band Aid und Live Aid ausgelöst wurde. […] Man zeigt uns altes Filmmaterial, das uns zum Weinen bringt, damit wir uns heute besser fühlen; man präsentiert uns ein Leuchtfeuer der Hoffnung aus Afrika und sagt uns, dass die ganze Anerkennung uns gelten soll. Das ist eine groteske Beleidigung für Menschen wie Birhan Woldu, die leben sollten, um ihre eigene Geschichte zu erzählen – und nicht, um sie zu einem Aushängeschild für westliche Selbstbeweihräucherung zu machen.“

Bob Geldof und Madonna stellten auf der Bühne eine große Nähe zu Birhan Woldu her. Das Titelbild des Buches Feed the World: Birhan Woldu and Live Aid des Sun-Reporters Oliver Harvey zeigt die Äthiopierin mit Madonna Arm in Arm. Sie kannte die beiden bis kurz vor dem Konzert ebenso wenig wie Bill Gates, Brad Pitt oder Paul McCartney, die sie backstage traf. Die öffentliche Verbundenheit erschien inszeniert und zielte darauf ab, die positive Wirkung eigenen Handelns zu konstruieren und eine Gemeinschaft herzustellen, die es nicht gab. Bezeichnenderweise spielten bei der Konzeption und Durchführung von Live 8 afrikanische und afroamerikanische Musiker fast keine Rolle. In der Folge des Konzerts wurde Birhan Woldu von Oprah Winfrey in ihre Late-Night-Show nach Chicago eingeladen. Vor laufenden Kameras fand dort ein berührendes Wiedersehen mit Brian Stewart statt. Birhan Woldu hatte der Einladung nur zögerlich zugestimmt: Sie war besorgt, dass sich durch ihre zunehmende Prominenz ihre College-Noten verschlechtern könnten.

### Entwicklung
Birhan Woldus Äußerungen anlässlich des 20. und des 30. Jubiläums von Live Aid zeigen einen veränderten Blick auf Entwicklung. Bereits 2009 forderte sie, Äthiopien als Ganzes zu betrachten und die lange Kultur sowie der Leistungen der Menschen wertzuschätzen, statt sie auf Hilfsempfänger zu reduzieren. Eine nachhaltige Entwicklung erfordere die Befähigung, Probleme selbst in den Griff zu bekommen:

“We need to approach disasters in a different way, that is more dignified and more sustainable than imported food aid. We can do this by building on communities’ own approaches.”

„Wir müssen Katastrophen auf eine andere Art und Weise angehen, die würdevoller und nachhaltiger ist als importierte Nahrungsmittelhilfe. Wir können dies tun, indem wir auf den eigenen Lösungsansätzen der Gesellschaft aufbauen.“

Sie schloss sich der Äußerung Bob Geldofs an, bei Band Aid habe es sich genau um das gehandelt: a band-aid, ein Pflaster, das heißt eine schnelle Hilfsmaßnahme in akuter Notlage, die jedoch den Hunger in Afrika nicht besiegt habe. Eindringlich forderte Birhan Woldu 2015 den Ausbau der Infrastruktur in den Bereichen Bildung, Medizin und Industrie, um eine nachhaltige Verbesserung der Lebenssituation zu erreichen. Derselben Ansicht war auch ein anderer Überlebender der Hungerkatastrophe: “It seems to us that too often the money comes after a disaster is already here.” (Ebrahim Jemal, deutsch: „Es scheint uns, dass das Geld zu oft erst dann kommt, wenn die Katastrophe schon da ist.“)
Manche Fachleute sprachen Live Aid jegliche Wirkung ab. Tom Cargill, Afrika-Experte des Royal Institute of International Affairs, glaubte nicht, dass Live Aid eine Verbesserung erreicht habe, weil nicht gesichert gewesen sei, dass Spendengelder auch ankämen und falls doch, was sie bewirkten. Moeletsi Mbeki, der ehemalige stellvertretende Vorsitzende des South African Institute of International Affairs und Bruder des früheren südafrikanischen Präsidenten Thabo Mbeki, war sogar der Auffassung, Geldof habe mit Live Aid die Armut nicht bekämpft, sondern verschlimmert, weil Korruption und Misswirtschaft gefördert worden seien. Im Jahr 2010 hatte die BBC über die angebliche Veruntreuung von Live Aid-Spendengeldern berichtet, entschuldigte sich aber später für die irreführende Berichterstattung. Schon 2006 stellte der damalige Direktor der Royal African Society fest: “The trouble with something like Live 8 is how you follow through when it’s over.” (Richard Dowden, deutsch: „Das Problem bei einer Veranstaltung wie Live 8 ist die Frage, wie man das Ganze weiterführt, wenn die Show vorbei ist.“)